# Vuelta al País Vasco 1992
La XXXII Vuelta al País Vasco, disputada entre el 6 de abril y el 10 de abril de 1992, estaba dividida en cinco etapas para un total de 803,8 km.
En esta edición participaron los 11 equipos profesionales españoles (Banesto, ONCE, CLAS-Cajastur, Amaya Seguros, SEUR, Lotus, Tulip, Puertas Mavisa, Artiach, Wigarma y Kelme Ibexpress) y 12 equipos extranjeros (Gatorade Chateau D'ax, Buckler, PDM, Motorola, RMO, Carrera, GB-MG, Lotto, Z, Telekom, TVM y Subaru-Montgomery).
El vencedor final fue el ciclista suizo Toni Rominger, basando su victoria en la contrarreloj final.

## Etapas
| Etapa                | Fecha    | Recorrido                  | km        | Vencedor de la Etapa | Líder de la general |
| -------------------- | -------- | -------------------------- | --------- | -------------------- | ------------------- |
| 1.ª etapa            | 06/04/92 | Orio - Orio                | 129       | Harald Maier         | Harald Maier        |
| 2.ª etapa            | 07/04/92 | Orio - Salvatierra         | 183       | Toni Rominger        | Stephen Roche       |
| 3.ª etapa            | 08/04/92 | Salvatierra - Ibardin      | 176       | Udo Bölts            | Toni Rominger       |
| 4.ª etapa            | 09/04/92 | Vera de Bidasoa - Abadiano | 195       | Vladimir Poulnikov   | Toni Rominger       |
| 5.ª etapa (1.º Sec.) | 10/04/92 | Abadiano - Alegría de Oria | 111       | Asiate Saitov        | Toni Rominger       |
| 5.ª etapa (2.º Sec.) | 10/04/92 | Alegría de Oria - Larráiz  | 9,8 (CRI) | Toni Rominger        | Toni Rominger       |

## Clasificaciones
| \| 1. \| Toni Rominger \| CLA \| 20h 56' 57s \| \| 2. \| Raúl Alcalá \| PDM \| a 40s \| \| 3. \| Mikel Zarrabeitia \| AMA \| a 47s \| \| 4. \| Alex Zülle \| ONC \| a 52s \| \| 5. \| Julián Gorospe \| BAN \| a 55s \| \| 6. \| Stephen Roche \| CAR \| a 59s \| \| 7. \| Ronan Pensec \| RMO \| a 1' 00s \| \| 8. \| Erik Breukink \| PDM \| a 1' 11s \| \| 9. \| Johan Bruyneel \| ONC \| a 1' 24s \| \| 10. \| Steven Rooks \| BUC \| a 1' 24s \| |                   |     |             |
| 1. | Toni Rominger     | CLA | 20h 56' 57s |
| 2. | Raúl Alcalá       | PDM | a 40s       |
| 3. | Mikel Zarrabeitia | AMA | a 47s       |
| 4. | Alex Zülle        | ONC | a 52s       |
| 5. | Julián Gorospe    | BAN | a 55s       |
| 6. | Stephen Roche     | CAR | a 59s       |
| 7. | Ronan Pensec      | RMO | a 1' 00s    |
| 8. | Erik Breukink     | PDM | a 1' 11s    |
| 9. | Johan Bruyneel    | ONC | a 1' 24s    |
| 10. | Steven Rooks      | BUC | a 1' 24s    |

| \| 1. \| Toni Rominger \| CLA \| 90 puntos \| \| \| 2. \| Raúl Alcalá \| PDM \| 53 puntos \| \| \| 3. \| Vladimir Poulnikov \| CAR \| 44 puntos \| \| |                    |     |           |  |
| 1. | Toni Rominger      | CLA | 90 puntos |  |
| 2. | Raúl Alcalá        | PDM | 53 puntos |  |
| 3. | Vladimir Poulnikov | CAR | 44 puntos |  |

| \| 1. \| Julio César Cadena \| KEL \| 59 puntos \| \| \| 2. \| Piotr Ugrumov \| SEU \| 33 puntos \| \| \| 3. \| Toni Rominger \| CLA \| 26 puntos \| \| |                    |     |           |  |
| 1. | Julio César Cadena | KEL | 59 puntos |  |
| 2. | Piotr Ugrumov      | SEU | 33 puntos |  |
| 3. | Toni Rominger      | CLA | 26 puntos |  |

| \| 1. \| Nate Reiss \| SUB \| 17 puntos \| \| \| 2. \| Mario Chiesa \| CAR \| 10 puntos \| \| \| 3. \| Brian Walton \| MOT \| 8 puntos \| \| |              |     |           |  |
| 1. | Nate Reiss   | SUB | 17 puntos |  |
| 2. | Mario Chiesa | CAR | 10 puntos |  |
| 3. | Brian Walton | MOT | 8 puntos  |  |

| \| 1. \| CLAS-Cajastur \| 62h 54' 40s \| \| \| 2. \| PDM \| a 4' 11s \| \| \| 3. \| ONCE \| a 4' 12s \| \| |               |             |  |
| 1. | CLAS-Cajastur | 62h 54' 40s |  |
| 2. | PDM           | a 4' 11s    |  |
| 3. | ONCE          | a 4' 12s    |  |